# Samara Weaving
Samara Weaving est une actrice et mannequin australienne, née le 23 février 1992 à Adélaïde en Australie-Méridionale.
Elle commence sa carrière à la télévision australienne et se fait remarquer grâce à ses participations aux séries télévisées Out of the blue (2008) et Summer Bay (2009-2013). Elle quitte son pays pour s'installer à Hollywood ou elle tourne dans de nombreux succès pour le petit et grand écran.
Au cinéma : elle est apparue au générique des films Three Billboards : Les Panneaux de la vengeance (2017), The Babysitter (2017) , Wedding Nightmare (2019), The Valet (2020) ou dans le film choral Babylon (2023) de Damien Chazelle ou elle incarne la rivale de Margot Robbie. Ce dernier est un véritable succès critique et commercial en Europe.
À la télévision, elle est surtout connue pour son rôle de Claire Wood dans la mini-série Hollywood de Ryan Murphy qui réimagine le cinéma des années 1940. Elle a également des rôles réguliers dans des séries telles que  Summer Bay (2009-2013), SMILF (2017-2019) et Nine Perfect Strangers (2020).

## Biographie

### Jeunesse et formation
Elle est née à Adélaïde mais grandit à Singapour aux Fidji, en Indonésie. Son père, Simon Weaving, est cinéaste et directeur artistique du Festival international du film de Canberra. Sa mère, Héléna Bezzina est maltaise. Elle est la nièce de l'acteur Hugo Weaving. Elle va à l'école à Jakarta.
La famille finit par se réinstaller en Australie et elle s'inscrit alors à la Pittwater House School avant de suivre ses études secondaires à la Canberra Girls Grammar School,.
Durant son temps libre, elle passe beaucoup de temps à jouer dans quelques courts métrages, des spectacles de danse et de théâtre. Elle se produit avec la Singapore Dance Company et le Canberra Youth Theatre.

### Carrière

#### Débuts en Australie

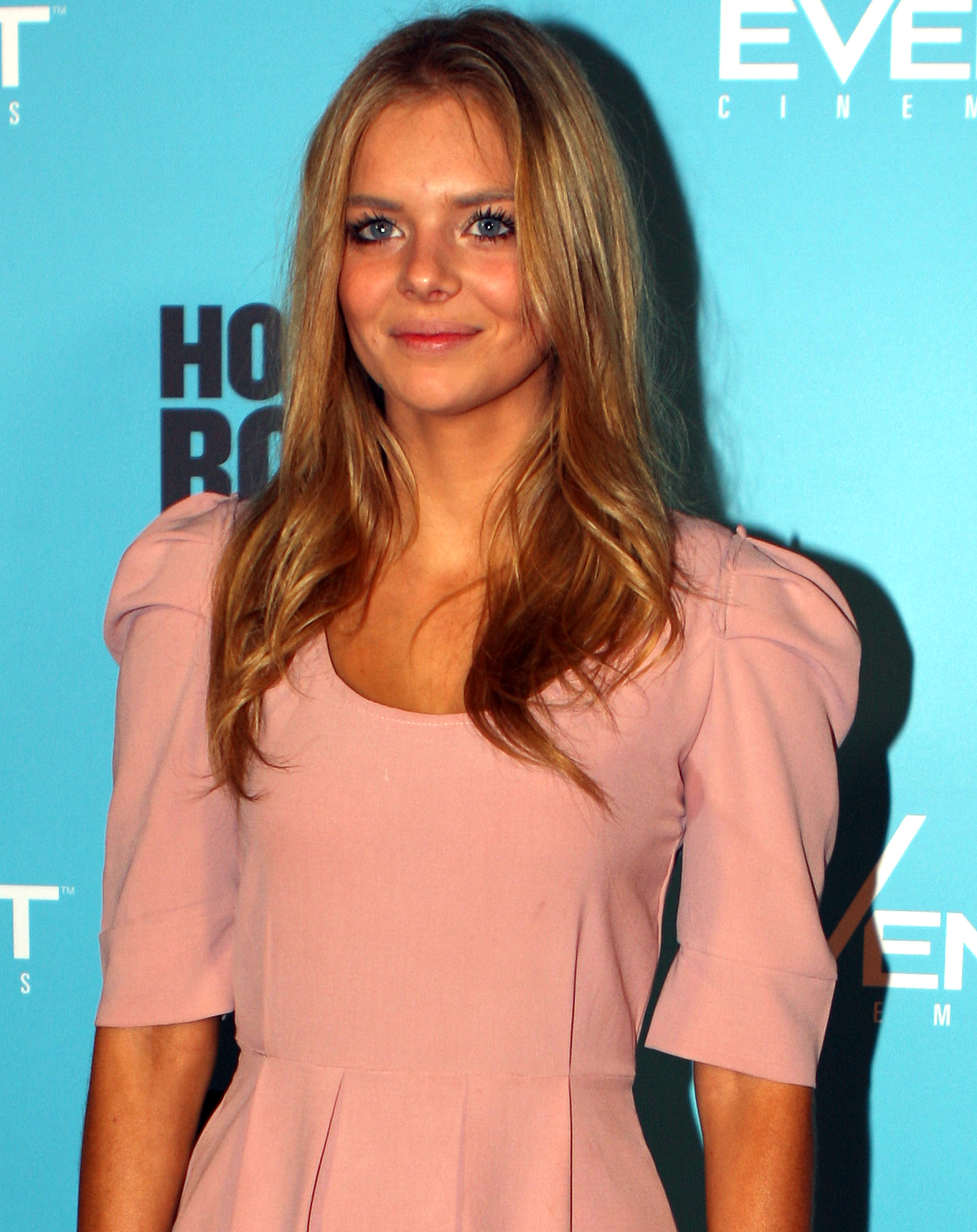
En aout 2011, lors de la présentation du film Comment tuer son boss ?.

En 2008, elle est choisie pour interpréter Kirsten Mulroney dans la série télévisée australienne Out of the blue. Bien qu'elle n'ait techniquement duré qu'une saison, la saison comportait 129 épisodes, Samara apparaissant au total dans 48 d'entre eux,.
Cette exposition à la télévision australienne lui permet d'obtenir le rôle d'Indi Walker dans le soap-opera Summer Bay. Ce feuilleton télévisé met en scène les joies, les ruptures, les espoirs et les mésaventures des locataires d'une petite résidence de Summer Bay, une ville côtière et fictive de la Nouvelle-Galles du Sud en Australie. Samara Weaving fait ses armes en tant qu'actrice avec ce feuilleton, jouant parallèlement dans quelques courts métrages.
Grâce à ce rôle, elle reçoit une nomination pour le prix du public de la meilleure actrice dans une série télévisée dramatique à l'occasion de la 1re cérémonie des AACTA Awards, en 2012. Elle reste fidèle à ce personnage pendant plus de trois cents épisodes avant de quitter la série.

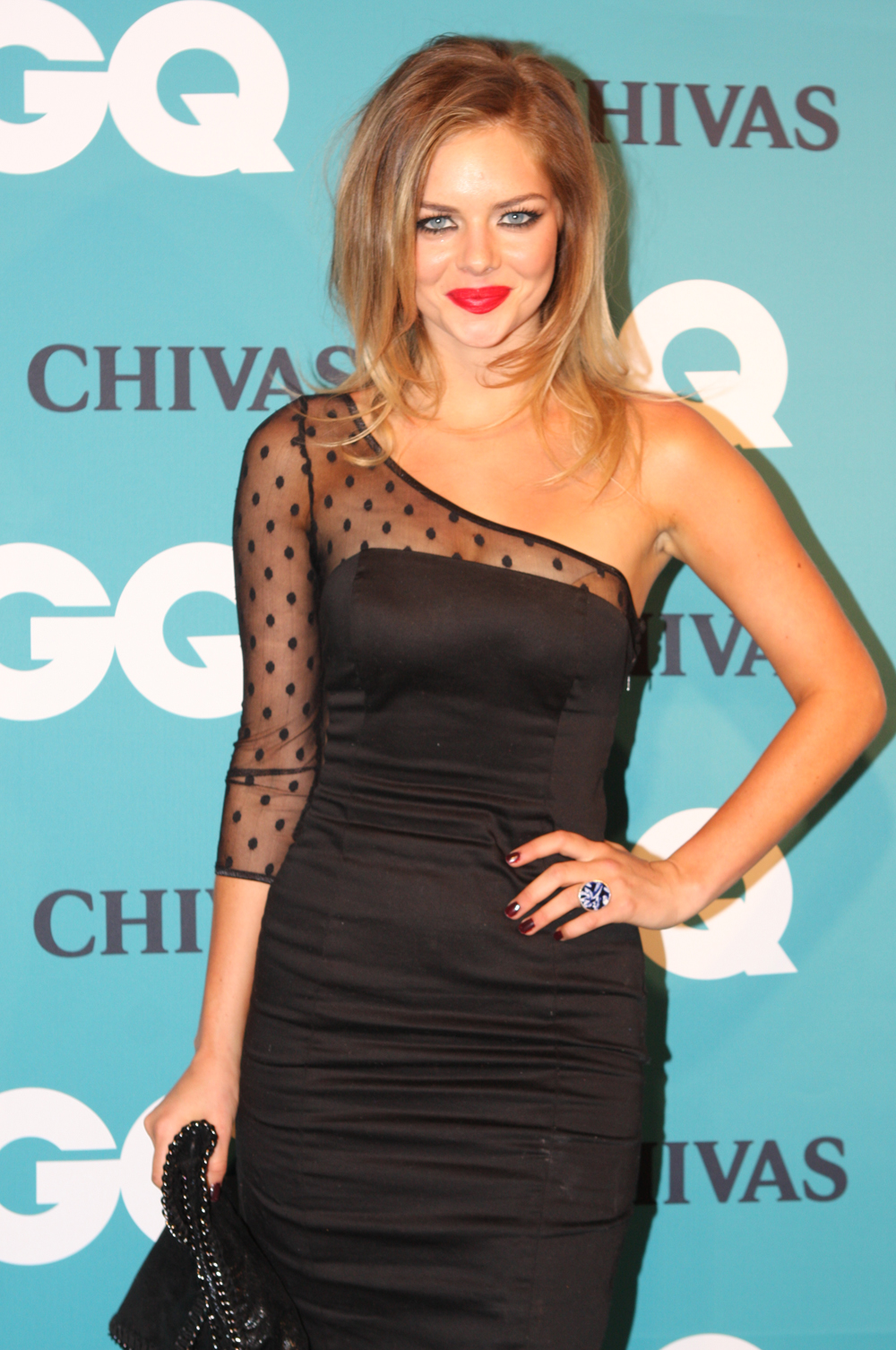
Lors d'une soirée mondaine organisée par le magazine GQ, en 2012.

En 2012, elle devient l'égérie de la marque Bonds et participe ensuite à une importante campagne publicitaire, aux côtés d'Owen Wright, en 2014.
En 2013, dès qu'elle quitte le soap, elle tourne son premier long métrage Mystery Road, un thriller porté par Aaron Pedersen, Hugo Weaving, Jack Thompson et Ryan Kwanten. Cette production, dans laquelle elle joue un rôle secondaire, est saluée par les critiques,.
Puis, elle quitte son pays natal afin de tenter sa chance à Hollywood.

#### Progression à Hollywood

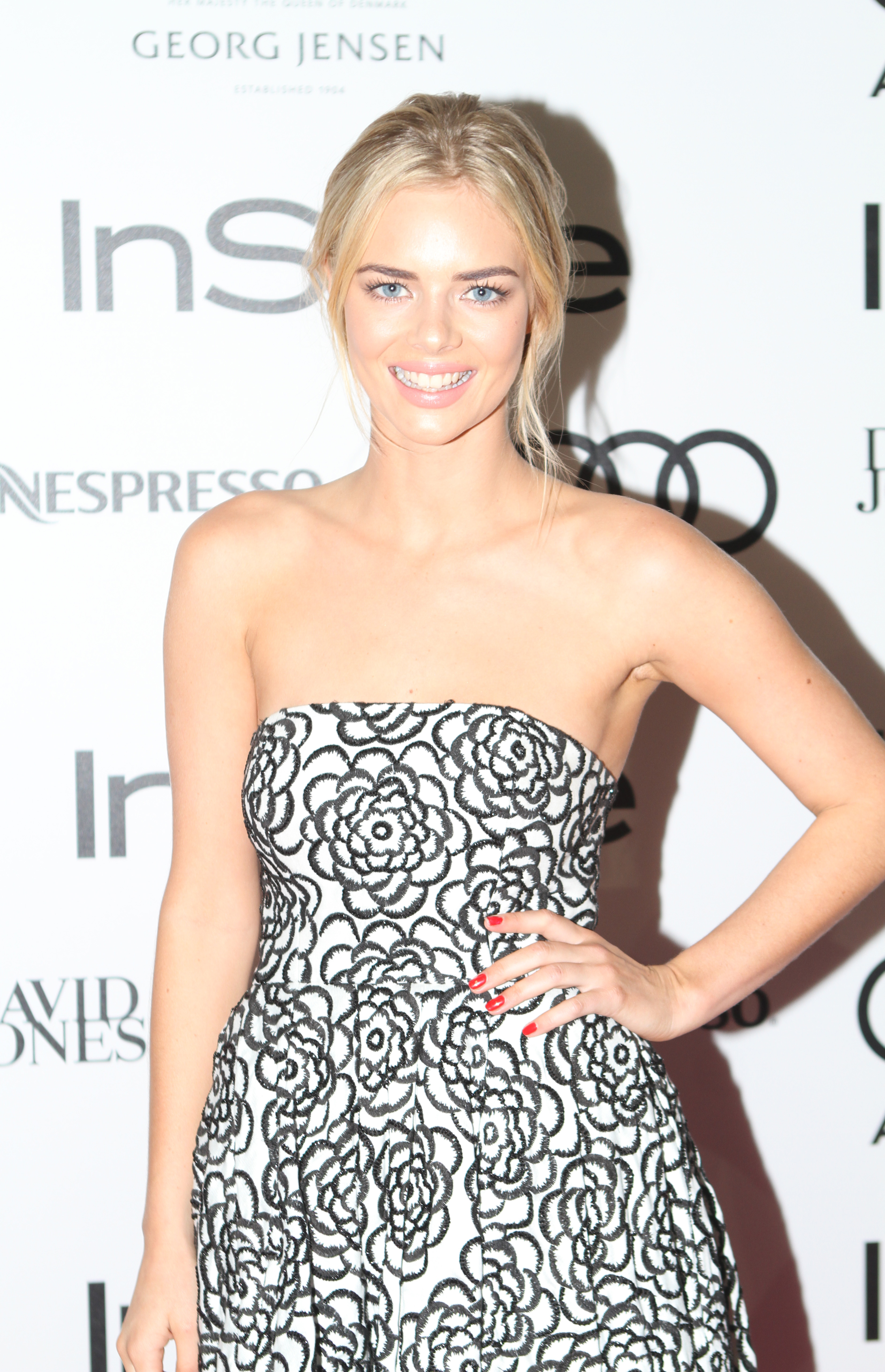
Lors de la cérémonie des InStyle Awards, en 2015.

En 2015, elle participe à quelques épisodes de la série télévisée Un écureuil chez moi puis décroche son premier rôle important dans Monster Cars, une comédie d'action réalisée par Chris Wedge avec Lucas Till, Jane Levy et Thomas Lennon dans les premiers rôles ainsi que Danny Glover et Rob Lowe. Mais cette production est un échec au box-office.
Elle est ensuite guest-star de la série créée par Sam Raimi, Ash vs. Evil Dead, jouant dans une poignée d'épisodes de la première saison.
En 2017, elle apparaît dans le clip vidéo Attention de Charlie Puth. Mais cette année-là, elle poursuit surtout son ascension hollywoodienne en enchaînant les projets.
Elle est l'héroïne de la comédie horrifique The Babysitter réalisé par McG et elle porte la comédie d'action Mayhem aux côtés de Steven Yeun. Elle est aussi un rôle secondaire dans l'acclamé Three Billboards : Les Panneaux de la vengeance et obtient l'un des premiers rôles de la série SMILF. Cette série est basée sur le court métrage du même nom, également réalisé par Frankie Shaw. En dépit d'un succès d'audience et d'un soutien critique, la série est arrêtée à l'issue de la seconde saison, à la suite de nombreuses allégations concernant un comportement non professionnel de Frankie Shaw, notamment envers Samara Weaving. En cas de renouvellement, l'actrice n'avait donc pas l'intention de revenir pour une troisième saison, ayant préféré mettre fin à son contrat.
En 2018, elle rebondit en étant à l'affiche de la mini-série Picnic at Hanging Rock aux côtés de Natalie Dormer et Yael Stone.
En 2019, après avoir posé pour la nouvelle collection Louis Vuitton, aux côtés d'actrices confirmées comme Michelle Williams, Thandie Newton, Ruth Negga et d'autres, elle est l'héroïne de la comédie d'horreur Wedding Nightmare, un mélange d'American Nightmare et de Get Out, dans lequel elle incarne une jeune mariée qui devient la proie de sa belle-famille durant une nuit de noces sanglante. Elle est entourée d'Andie MacDowell, Adam Brody, Elyse Levesque et Henry Czerny.

Concernant ce premier rôle en tant que tête d'affiche, Samara Weaving déclare : 

« Je ne voulais pas que ce rôle soit le cliché de la demoiselle en détresse. C'est la première héroïne que je joue, normalement je suis la méchante, mais la méchante qu'on aime et qui tue tout le monde. »

Doté d'un budget de production de seulement 6 millions de dollars, le film est rapidement rentabilisé lors de sa sortie en salles, en plus d'une réception critique globalement favorable.
Puis, elle tourne pour Dean Parisot aux côtés de Keanu Reeves, la suite de L'Excellente Aventure de Bill et Ted (1989) et des Folles Aventures de Bill et Ted (1991), intitulée Bill et Ted sauvent l'univers,,. Dans le même temps, elle seconde aussi Daniel Radcliffe dans la comédie loufoque Guns Akimbo. Pour ce rôle, l'actrice doit alors se grimer avec un visage tatoué, les sourcils décolorés et les cheveux gris, elle considère ce personnage comme le plus violent qu'elle ait jamais interprété.
Elle rejoint aussi le spin-off de G.I. Joe : Le Réveil du Cobra (2009) et G.I. Joe : Conspiration (2013) en tant que premier rôle féminin. Son personnage, Scarlett, est un officier de contre espionnage incarné par Rachel Nichols dans le film de 2009.
Durant cette période, il est annoncé que Samara Weaving intégrait la distribution principale d'une série télévisée distribuée par Netflix, Hollywood, aux côtés de Jim Parsons, Dylan McDermott mais aussi Laura Harrier et Maude Apatow. Une création de Ryan Murphy dont l'intrigue se déroule dans les années 1940, l'âge d'or d'Hollywood.
Le 14 juillet 2022, elle est annoncée au casting de Scream 6, marquant la seconde collaboration entre l'actrice et les réalisateurs Matt Bettinelli-Olpin et Tyler Gillett après Wedding Nightmare. Les deux réalisateurs souhaitaient déjà qu'elle apparaisse dans leur film précédent Scream, mais elle avait dû refuser à la suite d'un conflit de planning.

### Vie privée
À la suite de sa participation à la série télévisée Ash vs. Evil Dead, elle poste une photo sur son compte Instagram, ensanglantée et devient, malgré elle, un canular. En effet, le cliché est détourné et partagé sur les réseaux sociaux, par des partisans de la droite américaine prétextant qu'il s'agit d'une supportrice de Donald Trump agressée après avoir affirmé son soutien au président des États-Unis. Soutenue par Bruce Campbell, l'actrice rétablit rapidement la vérité.
En mars 2019, elle annonce sur Instagram s'être fiancée avec le producteur Jimmy Warden. Le couple s'est rencontré pendant le tournage du film La Baby-Sitter, en 2016,,.

## Filmographie

### Cinéma

#### Longs métrages
- 2013 : Mystery Road de Ivan Sen : Peggy
- 2016 : Bad Girl de Fin Edquist : Chloe
- 2017 : Three Billboards : Les Panneaux de la vengeance (Three Billboards Outside Ebbing, Missouri) de Martin McDonagh : Penelope
- 2017 : Monster Cars de Chris Wedge : Brianne
- 2017 : Mayhem : Légitime Vengeance de Joe Lynch : Melanie Cross
- 2017 : The Babysitter de McG : Bee
- 2019 : Wedding Nightmare (Ready or Not) de Matt Bettinelli-Olpin et Tyler Gillett : Grace
- 2019 : Guns Akimbo de Jason Lei Howden : Nix
- 2020 : Bill et Ted sauvent l'univers (Bill and Ted Face the Music) de Dean Parisot : Thea Preston
- 2020 : The Babysitter : Killer Queen de McG : Bee
- 2020 : Au-delà des apparences (Last Moment Of Clarity) de Colin Krisel et James Krisel : Georgia Outerbridge / Lauren Clerk[35]
- 2021 : Snake Eyes de Robert Schwentke : Scarlett
- 2022 : The Valet de Richard Wong : Olivia Allan
- 2023 : Babylon de Damien Chazelle : Constance Moore
- 2023 : Chevalier de Stephen Williams : Marie-Joséphine
- 2023 : Scream 6 de Matt Bettinelli-Olpin et Tyler Gillett : Laura Crane
- 2024 : Azrael de  E.L. Katz  : Azrael
- 2025 : Wild Speed Girl (Eenie Meanie) de Shawn Simmons : Edie
- 2026 : Ready or Not 2: Here I Come de Tyler Gillett et Matt Bettinelli-Olpin : Grace

#### Courts métrages
- 2009 : Sprung de Adam Lynch : Fran
- 2009 : Steps de Gabriel Colomb, Holly Greenwood et elle-même (également scénariste et assistante réalisatrice)
- 2014 : Growing Young d'Hayley MacFarlane : Minks
- 2015 : He Who Has It All de Danny Chan : Serena

### Télévision

#### Séries télévisées
- 2008 : Out of the Blue : Kirsten Mulroney
- 2009 - 2013 : Summer Bay : Indi Walker
- 2015 : Un écureuil chez moi (Squirrel Boy) : Kelly (voix)
- 2015 - 2016 : Ash vs Evil Dead : Heather
- 2017 - 2019 : SMILF : Nelson Rose
- 2018 : Picnic at Hanging Rock : Irma Leopold
- 2020 : Hollywood : Claire Wood
- 2021 : Nine Perfect Strangers : Jessica Chandler
- 2021 : No Activity : Sue (voix)

### Clip
- 2017 : Attention de Charlie Puth

## Distinctions

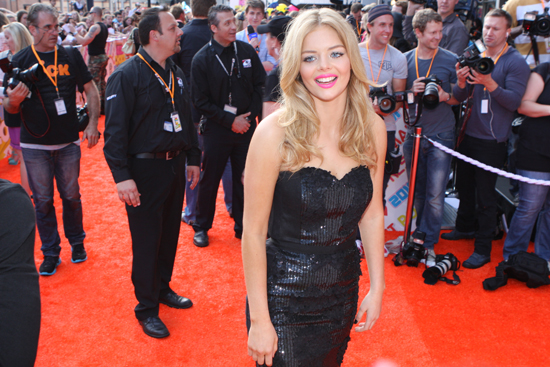
Lors de la cérémonie des Kids' Choice Awards, en 2011.

Sauf indication contraire ou complémentaire, les informations mentionnées dans cette section proviennent de la base de données IMDb.

### Récompenses
- Chicago Independent Film Critics Circle Awards 2017 : meilleure distribution pour Three Billboards : Les Panneaux de la vengeance[37]
- Gold Derby Awards 2018 : meilleure distribution pour Three Billboards : Les Panneaux de la vengeance[37]
- Online Film & Television Association 2018 : meilleure distribution pour Three Billboards : Les Panneaux de la vengeance[37]
- 24e cérémonie des Screen Actors Guild Awards 2018 : meilleure distribution pour Three Billboards : Les Panneaux de la vengeance[37]

### Nominations
- 1re cérémonie des Australian Academy of Cinema and Television Arts Awards 2012 : meilleure actrice dans une série télévisée dramatique pour Summer Bay[6]
- Awards Circuit Community Awards 2017 : meilleure distribution pour Three Billboards : Les Panneaux de la vengeance[37]
- Film Critics Circle of Australia 2018 : meilleure actrice pour Bad Girl
- The Equity Ensemble Awards 2019 : meilleure distribution dans une mini-série ou un téléfilm pour Picnic at Hanging Rock[37]

## Voix francophones
En version française, Samara Weaving est principalement doublée par Elisabeth Ventura. Elle lui prête sa voix dans Hollywood, The Babysitter: Killer Queen, The Valet (en) ou encore Chevalier. Elle remplace également Helena Coppejans pour le second doublage du film The Babysitter. 
En parallèle, elle est doublée à trois reprises par Caroline Mozzone, dans Wedding Nightmare, Babylon et Scream 6 ainsi qu'à deux occasions par Margaux Laplace dans Picnic at Hanging Rock (en) et Nine Perfect Strangers.
À titre exceptionnel, elle est doublée par Ludivine Maffren dans SMILF, Caroline Lemaire dans Mayhem : Légitime Vengeance, Nastassja Girard dans Three Billboards et Marie Perret dans Snake Eyes.